# 존 보드킨 애덤스
존 보드킨 애덤스(영어: John Bodkin Adams, 1899년 1월 21일 ~ 1983년 7월 4일)는 아일랜드에서 태어난 영국의 의사이자 연쇄살인범이다. 1946년과 1956년 사이에 160명이 넘는 환자가 그에 의해 죽었다. 그중 132명은 자신의 재산을 그에게 남겼다.

## 어린 시절
존 보드킨 애덤스는 1899년 현 북아일랜드의 랜덜스타운에서 태어났다. 그의 동생 윌리엄 애덤스는 1903년 태어났다. 그의 아버지는 1914년 사망했다. 1918년 그의 가족은 벨파스트로 이사했고 그곳에서 윌리엄은 스페인 독감으로 사망하였다. 애덤스는 대학에서 의학을 전공하였다.

## 의사로서의 삶
애덤스는 의사로서 브리스틀에서 1년간 일한 후 그가 의사가 되었던 이스트본으로 갔다. 그는 많은 늙은 여성들을 치료했는데 대부분의 그들은 부유했다. 그중 132명은 자신의 재산을 그에게 남기기도 했다. 1956년 7월 23일 이스트본 경찰은 익명의 신고를 받았고 경찰은 그의 행적을 수상히 여겨 그를 체포하였다. 희생자들은 대부분 화장됐었다.

## 재판
재판은 8월 17일에 행해졌다. 애덤스는 살인죄가 적용되어 체포되었으나 1957년 4월 9일 증거부족으로 44분만에 무죄를 선고받았다.

## 죽음
애덤스는 1983년 6월 30일 사냥중 미끄러져 엉덩이뼈가 골절되었다. 그는 이스트본 병원으로 옮겨졌으나 흉부감염으로 번져 7월 4일 사망하였다.